# قصد
نیت یا قصد به هدف خاص یک فاعل یا عامل در انجام یک عمل یا یک سری اعمال گفته می‌شود.